# 列检
列檢，又稱作列檢員、檢查員，是指当火車进入车站后，负责对列车技术状态进行例行检查的铁路檢查员。一般列車在起站和終站時，列檢員會作較大規模的安全檢查，但在每一個停靠站，車站中的列檢員，作簡單的檢查，一個常用的方式，是以檢車錘敲擊車廂的下部，由聲音來判斷是否有故障的情形發生。
一般檢查內容有動力車(機車)，有動力、警醒、ATP、送電、行調等故障排除，非動力車(客車)，有PISC、DI、SI顯示器、車側門、冷氣、廁所、照明等故障排除，貨車有闊大貨物等檢查，含所以列車氣韌試驗，拆掛檢查等作業。